# Listă de romane fantastice (I–R)
Aceasta este o listă de romane și serii de romane fantastice în ordine alfabetică de la I la R. Pentru o listă de romane fantastice de la A la H vezi Listă de romane fantastice (A–H), pentru o listă de romane fantastice de la S la Z vezi Listă de romane fantastice (S–Z).
Cuprins: Început - 0–9 A B C D E F G H I J K L M N O P Q R S T U V W X Y Z

## I
- The Idylls of the Queen de Phyllis Ann Karr
- Ile-Rien serie de Martha Wells
- The Immortals serie de Tamora Pierce
- Incarnations of Immortality serie de Piers Anthony
- The Incorruptibles de John Hornor Jacobs
- Inda (novel) de Sherwood Smith
- In the Forests of Serre de Patricia McKillip
- The Infernal Desire Machines of Doctor Hoffman (aka The War of Dreams) de Angela Carter
- Ingo serie de Helen Dunmore
- The Inheritance Cycle de Christopher Paolini
  - Eragon, Eldest, Brisingr, Inheritance
- Inheritance de Steven Savile
- Ink Exchange | Wicked Lovely de Melissa Marr
- Inkheart trilogie de Cornelia Funke
  - Inkheart, Inkspell, Inkdeath
- The Invisible Library serie de Genevieve Cogman
  - The Invisible Library, The Masked City, The Burning Page, The Lost Plot
- Islandia  de Austin Tappan Wright
- The Infernal Devices trilogie de Cassandra Clare
  - Clockwork Angel, Clockwork Prince, Clockwork Princess

## J
- Jade City de Fonda Lee
- James and the Giant Peach de Roald Dahl
- Jonathan Strange & Mr. Norrell de Susanna Clarke
- Journalists (novel) de Sergei Aman

## K
- Kai Lung serie de Ernest Bramah
- Kandide and the Secret of the Mists by Diana S. Zimmerman
- The Kane Chronicles de Rick Riordan
- Kellory the Warlock de Lin Carter
- The Keys to the Kingdom de Garth Nix
- The Khaavren Romances de Steven Brust
- Khaled: A Tale of Arabia de F. Marion Crawford
- The Kin of Ata Are Waiting for You, de Dorothy Bryant
- The King in Yellow de Robert W. Chambers
- The King of Elfland's Daughter  de Lord Dunsany
- King Rat de China Miéville
- Kingdoms of Elfin de Sylvia Townsend Warner
- The Kingdoms of Thorn and Bone de Greg Keyes
- Kingfisher de Patricia A. McKillip
- The Kingkiller Chronicle de Patrick Rothfuss
- Krondor's Sons (The Riftwar Stories) de Raymond E. Feist
- Kushiel's Legacy de Jacqueline Carey

## L
- The Land Across de Gene Wolfe
- The Last Dragon de Silvana De Mari
- The Last Unicorn (Ultima licornă) de Peter S. Beagle
- The Last Voyage of Somebody the Sailor de John Barth
- Latro serie de Gene Wolfe
- The Lays of Anuskaya serie de Bradley Beaulieu
- The Lays of Beleriand de J. R. R. Tolkien
- Legends of the Riftwar de Raymond E. Feist
- Letters from a Lost Uncle de Mervyn Peake
- The Library at Mount Char de Scott Hawkins
- The Lies of Locke Lamora de Scott Lynch
- Life of Pi de Yann Martel
- The Life and Opinions of the Tomcat Murr de E. T. A. Hoffmann
- Lilith  de George MacDonald
- The Little Grey Men de BB
- The Little White Horse de Elizabeth Goudge
- Little People de Tom Holt
- Little, Big de John Crowley
- Lolly Willowes de Sylvia Townsend Warner
- The Long Look de Richard Parks
- The Long Price Quartet serie de Daniel Abraham
- The Lord of the Rings de J. R. R. Tolkien
- The Lost Continent: The Story of Atlantis de C. J. Cutcliffe Hyne
- Lost Tales de J. R. R. Tolkien
- Lud-in-the-Mist  de Hope Mirrlees
- trilogia  Lyonesse serie de Jack Vance
- Lyra serie de Patricia Wrede

## M
- May Bird and the Ever After  serie de Jodie Lynn Anderson
- M is for Magic serie de Neil Gaiman
- The Magic City de E. Nesbit
- The Magician Out of Manchuria de Charles G. Finney
- trilogia  The Magician Trilogy de Jenny Nimmo
- The Magicians de Lev Grossman
- Magyk de Angie Sage
- Malazan Book of the Fallen serie de Steven Erikson
- The Malloreon de David and Leigh Eddings
- The Man Who Was Thursday  de G. K. Chesterton
- Marianne de Sheri S. Tepper
- The Mark of the Demons de John Jakes
- Martin Dressler  de Steven Millhauser
- Mary Poppins serie de P. L. Travers
- The Mask of the Sorcerer de Darrell Schweitzer
- The Master and Margarita de Mikhail Bulgakov
- Master Li de Barry Hughart
- Matilda de Roald Dahl
- Mention My Name in Atlantis de John Jakes
- Merlin's Ring de H. Warner Munn
- The Merman's Children de Poul Anderson
- Mickelsson's Ghosts de John Gardner
- Millroy the Magician de Paul Theroux
- Mistress Masham's Repose de T. H. White
- Mistborn series de Brandon Sanderson
- The Mists of Avalon de Marion Zimmer Bradley
- Memory, Sorrow, and Thorn de Tad Williams
- Moonheart de Charles de Lint
- The Mortal Instruments serie de Cassandra Clare
- Mr. Magorium's Wonder Emporium de Suzanne Weyn
- Mr. Pye de Mervyn Peake
- The Murders of Molly Southbourne de Tade Thompson
- Myth Adventures serie de Robert Asprin

## N
- The Nightrunner Series de Lynn Flewelling
- The Name of the Wind de Patrick Rothfuss
- The Chronicles of Narnia serie de C.S. Lewis
- The Neverending Story de Michael Ende
- Neverwhere de Neil Gaiman
- A Night in the Lonesome October de Roger Zelazny
- The Night Land de William Hope Hodgson
- Nights at the Circus de Angela Carter
- Nothing But Blue Skies de Tom Holt
- Number9Dream de David Mitchell
- The Named de Marianne Curley

## O
- The Obernewtyn Chronicles de Isobelle Carmody
- Od Magic de Patricia McKillip
- Oksa Pollock serie de Anne Plichota and Cendrine Wolf
- Ombria in Shadow de Patricia McKillip
- On Stranger Tides de Tim Powers
- The Once and Future King serie de T.H. White
- Orlando de Virginia Woolf
- Our Ancestors a set de Italo Calvino
- Overtime de Tom Holt
- seria canonică  Oz de Ruth Plumly Thompson (19 cărți), Rachel R. Cosgrove (1 carte), John R. Neill (3 cărți), Jack Snow (2 cărți), și Eloise Jarvis McGraw & Lauren McGraw Wagner  (1 carte)

## P
- Paint Your Dragon de Tom Holt
- Passing Strange de Ellen Klages
- Peace  de Gene Wolfe
- Pellinor de Alison Croggon
- Pellucidar serie de Edgar Rice Burroughs
- The Pendragon Adventure de D. J. MacHale
- Percy Jackson & The Olympians de Rick Riordan
- The Perilous Gard de Elizabeth Marie Pope
- Peter and Wendy aka Peter Pan de J. M. Barrie
- Peter Pan in Kensington Gardens de J. M. Barrie
- Phantastes de George MacDonald
- Pilgermann de Russell Hoban
- Pinocchio de Carlo Collodi
- The Piratica Series de Tanith Lee
- The Place of the Lion de Charles Williams
- Policeman Bluejay de L. Frank Baum
- The Poppy War de R. F. Kuang
- Portrait of Jennie de Robert Nathan
- Practical Magic de Alice Hoffman
- trilogia Prince of Nothing de R. Scott Bakker
- The Princes of the Golden Cage de Nathalie Mallet
- The Princess Bride de William Goldman
- Promise of Blood de Brian McClellan[3]
- Protector of the Small serie de Tamora Pierce
- The Chronicles of Prydain de Lloyd Alexander

## Q
- The Quest of Kadji de Lin Carter
- Quidditch Through The Ages de J.K. Rowling
- The Quentaris Chronicles by various Australian writers
- Queste de Angie Sage

## R
- The Rage of Dragons de Evan Winter
- Ranger's Apprentice serie de John Flanagan
- The Raven Cycle de Maggie Stiefvater
- Red Moon and Black Mountain de Joy Chant
- The Red Threads of Fortune de JY Yang
- Redwall de Brian Jacques
- The Revenants de Sheri S. Tepper
- The Riddle-Master trilogie de Patricia A. McKillip
- Riftwar serie de Raymond E. Feist
- Rose Daughter de Robin McKinley
- Roverandom de J. R. R. Tolkien
- The Runelords serie de David Farland
- Rusalka serie de C. J. Cherryh